# Сядемка
Ся́демка (рос. Сядемка) — село у складі Земетчинського району Пензенської області, Росія.
Населення — 295 осіб (2010; 446 у 2002).
Національний склад станом на 2002 рік:
- росіяни — 100 %